# Afroestricus kimerus
Afroestricus kimerus là một loài ruồi trong họ Asilidae. Afroestricus kimerus được Scarbrough miêu tả năm 2005. Loài này phân bố ở vùng nhiệt đới châu Phi.